# Cittadinanza dell'Unione europea
La cittadinanza dell'Unione europea è stata istituita dal Trattato di Maastricht del 1992. Essa completa, e non sostituisce, la cittadinanza statale e prevale sulla cittadinanza di uno stato terzo. Viene automaticamente acquisita col possesso della cittadinanza di uno stato membro dell'Unione europea. 

## Disciplina normativa
È regolata dalla seconda parte del Trattato sul funzionamento dell'Unione europea (TFUE), artt. 20-25; in precedenza le disposizioni erano previste dai Trattati di Roma agli articoli 17-22 nella versione consolidata.

## Diritti riconosciuti al cittadino UE

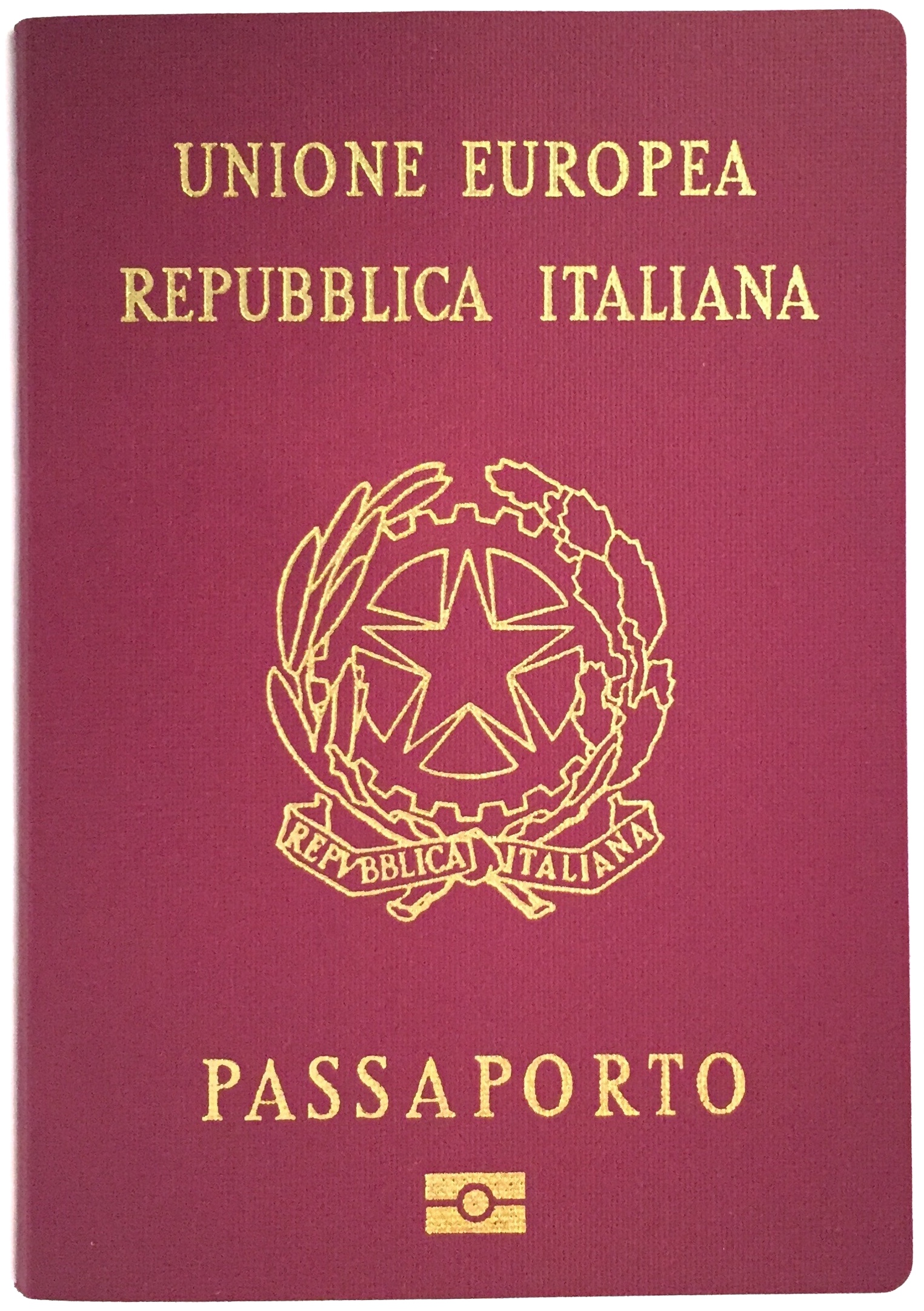
Copertina di un passaporto italiano nella grafica comune a tutti i Paesi UE: colore bordeaux e dicitura "Unione Europea" nella lingua nazionale.

I diritti ad essa connessi non arricchiscono il patrimonio giuridico soggettivo all'interno dell'ordinamento nazionale ma:
Entro l'ordinamento di altri Stati membri UE:
- Libertà di circolazione e di soggiorno di ogni cittadino europeo nel territorio di uno Stato membro (art. 21 TFUE).
- Diritto di voto attivo e passivo nelle elezioni comunali nello Stato membro in cui risiede, alla pari dei cittadini di tale Stato (art. 22 TFUE), e nelle elezioni europee.
- Diritto di petizione davanti al Parlamento europeo.

Entro l'ordinamento internazionale:
- Tutela diplomatica e consolare nei paesi extra-europei nei quali il suo Stato non è rappresentato da parte delle autorità degli altri Stati membri (art. 23 TFUE).

Entro la sfera dell'ordinamento comunitario:
- Diritto di petizione al Parlamento europeo (art. 24 c. 2 TFUE).
- Diritto di rivolgersi al mediatore europeo (art. 24 c. 3 TFUE).
- Diritto di scrivere alle istituzioni e ad alcuni organi comunitari in una delle lingue ufficiali della stessa e di ricevere risposta nella stessa lingua (art. 24 c. 4 TFUE).

Gli Stati membri dell'Unione europea usano anche un passaporto comune, di color rosso bordeaux con impresso il nome dello Stato membro, il timbro ed il titolo "Unione europea" debitamente tradotto.